# Chapelle d'Hathor de Séthi Ier
Pour les articles homonymes, voir Temple d'Hathor.
La chapelle d'Hathor de Séthi Ier est un temple de l'Égypte antique situé dans la nécropole thébaine, sur la rive ouest du Nil, dans le village antique de Deir el-Médineh. Elle est aujourd’hui presque entièrement détruite.

## Description
La chapelle de Séthi Ier est située au nord de Deir el-Médineh, dans une zone occupée par de nombreux autres temples. Elle est bordée au nord par le temple d'Amenhotep Ier et à l'ouest par le temple ptolémaïque d'Hathor.
Le temple est orienté selon un axe sud-est/nord-ouest. Il se composait d'une cour intérieur, d'un vestibule, d'un pronaos et enfin d'un naos contenant trois chapelles. Le bâtiment étant construit sur la pente d'une colline, la hauteur du niveau du sol augmentait d'une pièce à l'autre. Depuis l'entrée, chaque pièce était séparée de la suivante par un escalier jusqu'au naos au bout du temple qui était la pièce à la plus haute altitude. La cour contenait deux tombes, dont l'une était antérieure à la construction du temple. Le vestibule quant à lui contenait deux autels en calcaire et un bassin rectangulaire. Au delà du cœur du temple, le bâtiment comprenait également de petites chapelles et plusieurs pièces annexes sur les côtés.

## Histoire
La chapelle d'Hathor a été construite par le pharaon Séthi Ier pour les ouvriers habitant le village de Deir el-Médineh. La chapelle était vraisemblablement abandonnée à l'époque lagide puisqu'une partie fut rasée lors de la construction du temple ptolémaïque et les débris de la construction de ce temple furent retrouvés dans la zone de la chapelle de Séthi Ier.
La chapelle d'Hathor a été brièvement étudiée par l'égyptologue italien Ernesto Schiaparelli puis par le français Émile Baraize dans les années 1910. La plus grande partie des fouilles du temple a été menée dans les années 1939-1940 par une équipe de l'Institut français d'archéologie orientale dirigée par Bernard Bruyère.